# Нусинова, Наталья Ильинична
Ната́лья Ильини́чна Нуси́нова (род. 25 мая 1955, Москва, СССР) — советская и российская писательница, киновед, историк кино и педагог. Кандидат искусствоведения (1985). Доктор искусствоведения (2004).
Автор ряда статей по истории французского, русского дореволюционного и советского немого кино.

## Биография
Наталья Нусинова родилась 25 мая 1955 года в городе Москве в семье драматурга и киносценариста Ильи Исааковича Нусинова (1920—1970). Окончила романо-германское отделение филологического факультета Московского государственного университета (1977). По окончании университета работала в Научно-исследовательском институте киноискусства. В 1985 году защитила диссертацию на соискание учёной степени кандидата искусствоведения по теме «Реалистические тенденции во французском кино тридцатых годов».
С 1988 года работала сотрудником редакции журнала «Киноведческие записки». Выступила автором сценариев телепрограмм «Иллюзион» (1990, ЦТ СССР), «Век кино» (1995, ОРТ) и документального видеофильма «Мы были эксцентриками» (1991). В 1993—1997 годах занимала пост вице-президента Международной ассоциации по изучению раннего кино «Домитор». В 2004 году защитила диссертацию по теме «Русское кинематографическое зарубежье и проблема взаимоинтеграции культур» и получила учёную степень доктора искусствоведения.
Киновед Олег Ковалов писал, что Наталья Нусинова обречена на одиночество «не столько стоическое, сколько романтическое». Он также отметил её радикальное ограничение «старомодной и бесстрашно далёкой от „здесь“ и „сейчас“» сферы своих научных интересов.
В 2006 году вышла в свет автобиографическая повесть Натальи Нусиновой «Приключения Джерика», в которой были собраны её воспоминания о детстве и мечтах о собаке, а также ряд житейских мелочей. Оценивая эту книгу, журналистка «Независимой газеты» Елена Толстых отметила, что её автор играючи использует графические и композиционные приёмы для более лёгкого восприятия советских премудростей как детьми, так и их воображения.
В 2014 году Наталья Нусинова вместе с другими кинокритиками подписала письмо «Мы с вами!» в поддержку Украины, а также письмо против закрытия Научно-исследовательского института киноискусства. В 2020 года подписала письмо в поддержку протестов в Беларуси. В 2022 году осудила военные действия России на территории Украины.

## Награды
- Международный кинофестиваль немого кино в Порденоне (1996) — приз «За участие в подготовке ретроспективы раннего советского кино (1919—1924)»
- Премия «Слон» Гильдии киноведов и кинокритиков России в номинации «Книги по истории и теории кино» (2004) — за книгу «„Когда мы в Россию вернёмся…“. Русское кинематографическое зарубежье (1918—1939)» (2003)
- Премия «Слон» Гильдии киноведов и кинокритиков России (2007) — за организацию и проведение «Протазановской конференции» (2007)[13]
- Международный кинофестиваль немого кино в Порденоне (2023) — премия Жана Митри[1]